# Microtus mujanensis
Microtus mujanensis là một loài động vật có vú trong họ Cricetidae, bộ Gặm nhấm. Loài này được Orlov & Kovalskaya mô tả năm 1978.